# یونا آدلرتگ

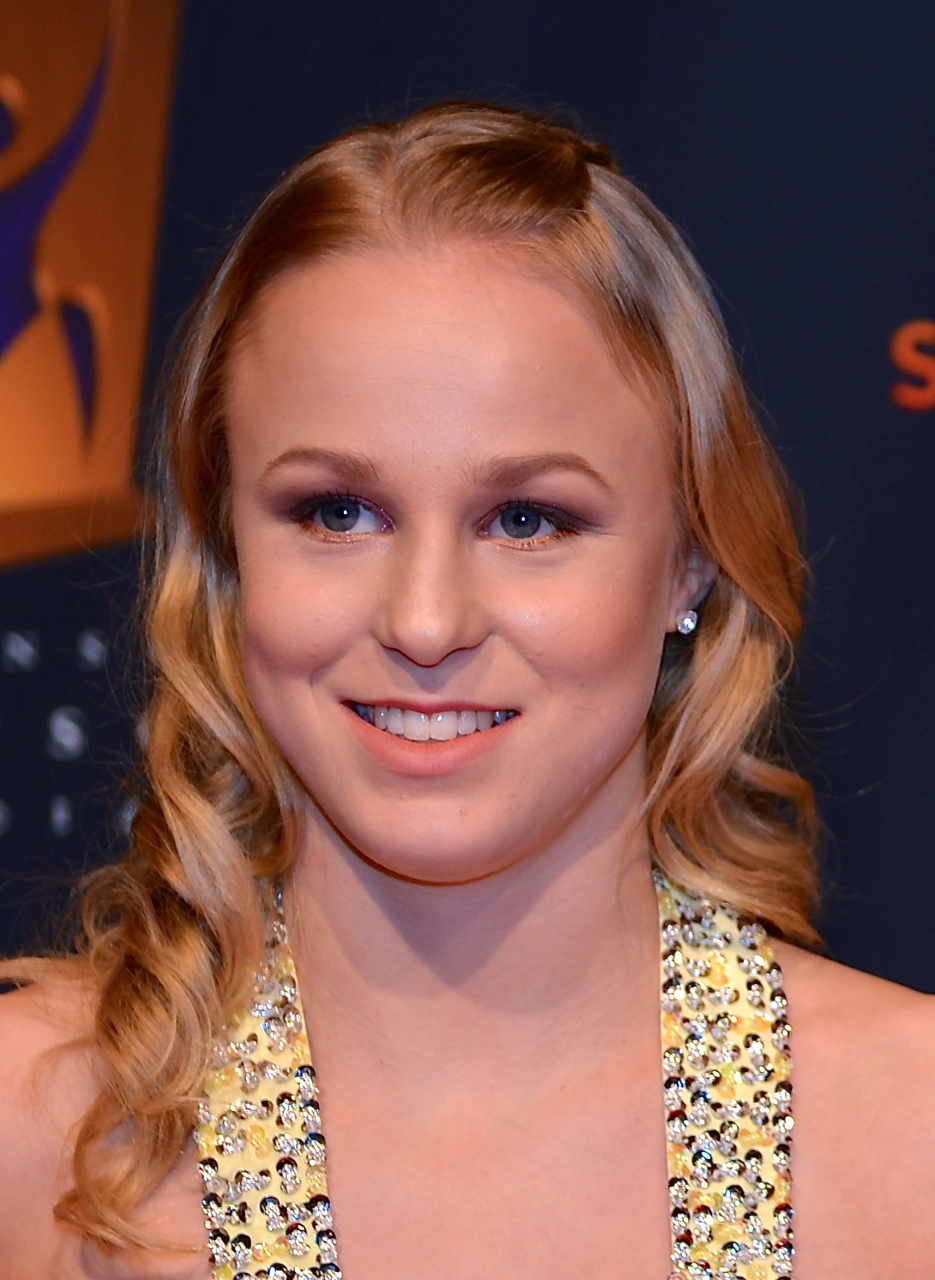
یونا آدلرتگ - ۲۰۱۴

یونا آدلرتگ (به انگلیسی: Jonna Adlerteg) ژیمناست زادهٔ ۶ ژوئن ۱۹۹۵ میلادی اهل کشور سوئد است.